# 瓦勒鲁瓦洛里奥
瓦勒鲁瓦洛里奥（法語：Vallerois-Lorioz，法語發音：[valʁwa lɔʁjo]）是法国上索恩省的一个市镇，属于沃苏勒区。

## 地理
瓦勒鲁瓦洛里奥（47°33'50"N, 6°9'2"E）面积6.31 平方千米，位于法国勃艮第-弗朗什-孔泰大區上索恩省，该省份为法国东部内陆省份，北起顺时针与孚日省、贝尔福地区省、杜省、汝拉省、科多尔省和上马恩省接壤。
与瓦勒鲁瓦洛里奥接壤的市镇（或旧市镇、城区）包括：拉德米、昂德拉罗、埃什诺拉梅利讷、菲兰、讷雷莱拉德米、韦勒福。
瓦勒鲁瓦洛里奥的时区为UTC+01:00、UTC+02:00（夏令时）。

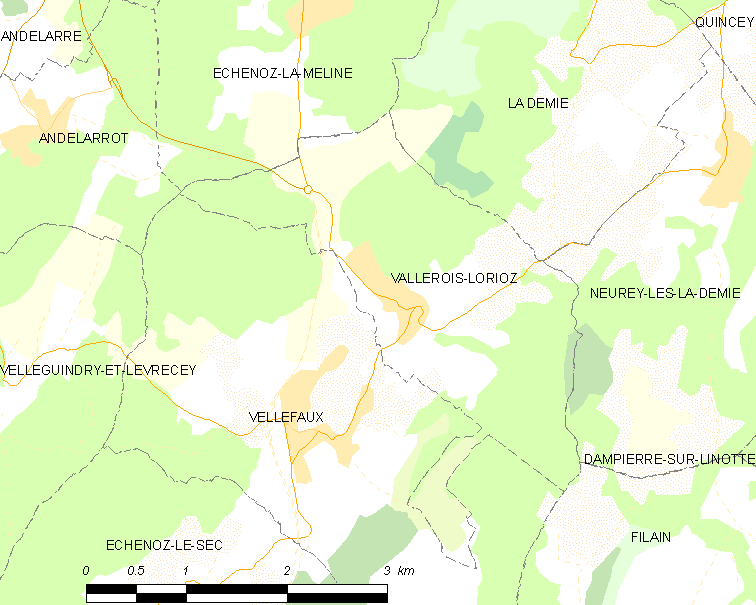
瓦勒鲁瓦洛里奥的OSM定位图

## 行政
瓦勒鲁瓦洛里奥的邮政编码为70000，INSEE市镇编码为70517。

## 政治
瓦勒鲁瓦洛里奥所属的省级选区为维莱塞克塞勒县。

## 人口

1962-2008年间瓦勒鲁瓦洛里奥人口变化图示

瓦勒鲁瓦洛里奥于2022年1月1日时的人口数量为433人。